# Eduard Wiedemann
Eduard Wiedemann (* 3. Mai 1907 in Duisburg; † 17. Juli 1947 in Wuppertal) war ein deutscher Biologe und Direktor des Duisburger Tierparks (heute Zoo Duisburg).

## Leben
Wiedemann wurde als promovierter Biologe nach der Gründung des Duisburg-Hamborner Tierparkvereis im Jahre 1934 zum Zoologischen Leiter des neu eröffneten Duisburger Tierparks ernannt. Auf dem anfangs nur ca. 4 Hektar großen Zoogelände etablierte Wiedemann bis zum Ende des Eröffnungsjahres etwa 500 Tiere in 280 verschiedenen Arten, die bereits im ersten Jahr 300.000 Besucher anlockten. Gezeigt wurden unter anderem Löwen und Bären, Affen, Hirsche, Raubvögel, Kleinvögel sowie diverse Arten von Wassergeflügel. Als Aquarianer errichtete Wiedemann zudem ein erstes Aquarium in einem einfachen Blockhausstil mit zahlreichen Fischen, Wirbellosen, Amphibien und Reptilien. Nur wenig später machte dieses erste provisorische Aquarium Platz für einen Neubau, der als Haus der Tausend Fische bekannt wurde und noch heute als das älteste erhaltene Gebäude des Zoos gilt.
Bis zum Ausbruch des Zweiten Weltkrieges gelang es Wiedemann, das Tierparkgelände auf 8 Hektar auszuweiten, unter anderem mit Freianlagen für Wisente und Kamele, die in ihren Grundstrukturen noch heute gegeben sind, der Waldschänke, die nach mehrfachem Umbau heute als Hauptgastronomie des Zoos dient, sowie bedeutenden Gasttieren, wie zum Beispiel Elefanten und einer Seekuh.
In den Kriegsjahren wurde Wiedemann zur Wehrmacht einberufen. Im Jahr 1943 wechselte er zum Zoo Wuppertal, um die Position des Zoodirektors zu übernehmen, da der städtisch verwaltete Zoo in Wuppertal größere Versorgungssicherheiten bieten konnte als der von einem Verein geführte Duisburger Tierpark. Kurz nach Kriegsende, im Alter von 40 Jahren, erlag Wiedemann 1947 einem Schlaganfall.